# ليوبولدو غارسيا دوران
ليوبولدو غارسيا دوران باراجيس جولمار (15 نوفمبر 1882 – 16 أبريل 1966) كان محاميًا إسبانيًا وزعيمًا رياضيًا وسياسيًا خدم نائبًا لإسبانيا أثناء الترميم والرئيس الثامن للاتحاد الإسباني لكرة القدم بين عامي 1931 و1936. كما لعب كرة القدم في شبابه كلاعب خط وسط لنادي مدريد لكرة القدم.

## النشأة والتعليم
ولد ليوبولدو غارسيا دوران في آس نيفيس، غاليسيا، في 15 نوفمبر 1882، وهو ابن مانويل غارسيا جولمار، تاجر وسياسي. درس المرحلة الثانوية في مدرسة إسكولابيوس في سيلانوفا ثم درس القانون في الجامعة المركزية في مدريد. عمل في مكتب غابينو بوغالال وعُيّن مدعيًا عامًا لمحكمة مدريد.

## المسيرة الكروية
أثناء دراسته في العاصمة، انضم جارسيا دوران إلى صفوف نادي مدريد لكرة القدم كلاعب خط وسط، وكان جزءًا من بعض التشكيلات الأساسية الأولى في تاريخ النادي. على سبيل المثال، في 16 مايو 1902، بدأ مع مدريد في كأس جران بينيا، كأس التعزية لكأس كوروناسيون عام 1902، مما ساعد فريقه على الفوز بأول قطعة فضية على الإطلاق بعد فوزه 3–2 على إسبانيول. في أول موسم كامل للنادي على الإطلاق، في 1902–03، لعب في ثلاث مباريات ودية بين فبراير وأبريل 1903.
في 12 مارس 1905، سجل جارسيا دوران هدفه الأول للنادي في فوز 3–2 على نادي مونكلوا إف سي ‏، مرة أخرى في مباراة ودية. في الشهر التالي، في 16 أبريل 1905، ظهر أخيرًا لأول مرة في مباراة تنافسية مع مدريد، في المباراة الافتتاحية لكأس ملك إسبانيا 1905، حيث ساعد فريقه على الفوز 3–0 على نادي سان سيباستيان الترفيهي ‏، لكنه لم يشارك في المباراة النهائية ضد أتليتيك بلباو، والتي فاز بها مدريد 1–0. يمكن تتبعه في التشكيلة الأساسية للفريق الأبيض حتى عام 1909، عندما لعب في أول ثلاث مباريات من بطولة منطقة سينترو عام 1909 ‏، وفاز بمباراته الأخيرة ضد سوسيداد جيمناستيكا ‏ بنتيجة 4–2.

## المسيرة السياسية
بعد كرة القدم جاءت السياسة، وفي ست مناسبات انتُخب جارسيا دوران نائبًا في الكورتيس كعضو في حزب المحافظين. في المرة الأولى التي عقدت في 8 مارس 1914، انتخب عن أليكانتي، وفي المرات الخمس التالية، كان نائبًا عن منطقة كاربالينو في مقاطعة أورينسي في انتخابات أعوام 1916، 1918، 1919، 1920، و1923. في انتخابات عام 1920، حصل على 2091 صوتًا مقابل 2468 صوتًا لخوسيه كالفو سوتيلو، الذي طعن واحتج على إعلان غارسيا دوران قائلاً: «لقد تم الحفاظ على إعلان غارسيا دوران من خلال تدقيق غير كامل... وغير مثالي... وانتهاك المعايير التي وضعتها المحكمة العليا مرارًا وتكرارًا». وفي 4 أبريل 1922 تم تعيينه مديراً عاماً للسجون، وظل في هذا المنصب حتى 11 ديسمبر من ذلك العام. شغل العديد من المناصب العامة الأخرى، بما في ذلك منصب المفتش العام للطوابع. كان عضوًا في مجلس إدارة السكك الحديدية الاستراتيجية والثانوية في أليكانتي.

## المسيرة الرياضية
كان يتناوب بين أنشطته المهنية والسياسية وأنشطته الرياضية. في عام 1931، تم تعيين غارسيا دوران رئيسًا ثامنًا للاتحاد الإسباني لكرة القدم، وهو المنصب الذي شغله لمدة خمس سنوات حتى عام 1936، عندما استقال مع انتصار الجبهة الشعبية، وتم استبداله بجوليان ترونكوسو. تحت قيادته، شارك المنتخب الإسباني لأول مرة في كأس العالم لكرة القدم، في نسخة عام 1934 في إيطاليا، وكان أيضًا أول رئيس للاتحاد الذي ابتكر إقامة مباراة بين بطل الدوري وبطل الكأس، وهي ما يسمى بكأس السوبر الإسباني، لكن فكرتهم دمرت بسبب اندلاع الحرب الأهلية الإسبانية. لم يتحقق هذا المشروع إلا في عام 1940 مع بطولة كأس أبطال إسبانيا، التي فاز بها نادي الطيران الرياضي.
كان غارسيا دوران أيضًا مديرًا لمجلس المراهنة الرياضية الخيرية المتبادلة.

## الحياة الشخصية
كان غارسيا دوران قرين الفيكونت من ماتامالا من خلال زواجه من الكونتيسة ماريا ديل كارمن دي ماريشالار إي بروغيرا، وأنجب منها ثلاث بنات كارمن وماريا تيريزا وماريا أسونسيون.

## الوفاة
توفي جارسيا دوران في مدريد في 16 أبريل 1966، عن عمر يناهز 83 عامًا. كان فارسًا من رتبة إيزابيلا الكاثوليكية وكان لديه أوسمة وطنية وأجنبية أخرى.

## الإنجازات
نادي مدريد
- كأس ملك إسبانيا :
  - الأبطال (1) : 1905

## الملاحظات
1. ↑  هناك مصدر يذكر خطأً أنه ولد في 3 أغسطس 1966.[4]